# Elke Dom
Elke Dom (19 mei 1969) is een Vlaamse actrice, met televisiewerk bij De Parelvissers en LouisLouise.
Dom speelde in het theater met de gezelschappen Blauwe Maandag Compagnie, Arca en Theater Zuidpool, recenter in de stukken Napolejong met Blauw Vier (drie seizoenen), Anatol met de Roovers, O Death met Het Toneelhuis ion en Bulger met BRONKS.
Ze speelde in 2001 mee in de film De Verlossing van Hugo Claus (de rol van Julia). Ze had daarvoor ook een rol in Buiten de zone, Ons geluk en Blueberry Hill. In 2004 speelde ze ook de vrouw van Rob Vanoudenhoven in Het Rob-rapport. Naast een aantal kortfilms, televisiefilms en gastrollen in televisieseries speelde Dom in De Parelvissers (als Christel De Ridder) en LouisLouise (als Claudia Mutsaerts-Beel). In 2008 speelde ze een gastrol in Fans als Karine en in de kortfilm Samaritan als moeder, in 2009 Code 37 als Mia, in 2010 in Duts als Hildegard en in Zone Stad als Goedele en in 2011 in Witse als Ellen. In 2012 speelde ze Claudia in de fictiereeks De Vijfhoek op één. In 2019 speelde ze commissaris Nuyts in Studio Tarara op VTM.
Dom is de partner van acteur Herwig Ilegems.